# Arcidiocesi di Adelaide
L'arcidiocesi di Adelaide (in latino Archidioecesis Adelaidensis) è una sede metropolitana della Chiesa cattolica in Australia. Nel 2022 contava 292.041 battezzati su 1.613.484 abitanti. È retta dall'arcivescovo Patrick Michael O'Regan.

## Territorio
L'arcidiocesi comprende l'estrema parte sud-orientale dell'Australia Meridionale.
Sede arcivescovile è città di Adelaide, dove si trova la cattedrale di San Francesco Saverio.
Il territorio è suddiviso in 57 parrocchie.

### Provincia ecclesiastica
La provincia ecclesiastica di Adelaide, istituita nel 1887, comprende 2 suffraganee:
- diocesi di Darwin
- diocesi di Port Pirie

## Storia
Il vicariato apostolico di Adelaide fu eretto il 5 aprile 1842 con il breve Ex debito di papa Gregorio XVI, ricavandone il territorio dal vicariato apostolico della Nuova Olanda e della Terra di Van Diemen (oggi arcidiocesi di Sydney).
Il 22 aprile dello stesso anno il vicariato apostolico fu elevato a diocesi, entrando a far parte della nuova provincia ecclesiastica dell'arcidiocesi di Sydney.
Nel 1845 cedette una porzione del suo territorio a vantaggio dell'erezione del vicariato apostolico di King George Sounde-The Sound, che fu soppresso nel 1847, incorporando parte del suo territorio nella diocesi di Adelaide.
Il 31 marzo 1874 divenne suffraganea dell'arcidiocesi di Melbourne.
Il 10 maggio 1887 ha ceduto un'altra porzione di territorio a vantaggio dell'erezione della diocesi di Port Augusta (oggi diocesi di Port Pirie) e nel contempo è stata elevata al rango di arcidiocesi metropolitana in forza del breve Ex officio supremi di papa Leone XIII.

## Cronotassi dei vescovi
Si omettono i periodi di sede vacante non superiori ai 2 anni o non storicamente accertati.
- Francis Murphy † (22 aprile 1842 - 26 aprile 1858 deceduto)
- Patrick Bonaventure Geoghegan, O.F.M. † (8 settembre 1859 - 10 marzo 1864 nominato vescovo di Goulburn)
  - Sede vacante (1864-1866)
- Laurence Bonaventure Sheil, O.F.M. † (15 agosto 1866 - 1º marzo 1872 deceduto)
- Christopher Augustine Reynolds † (25 maggio 1873 - 12 giugno 1893 deceduto)
- John O'Reilly † (5 gennaio 1895 - 6 luglio 1915 deceduto)
- Robert William Spence, O.P. † (6 luglio 1915 - 5 novembre 1934 deceduto)
- Andrew Killian † (5 novembre 1934 succeduto - 28 giugno 1939 deceduto)
- Matthew Beovich † (11 dicembre 1939 - 1º maggio 1971 ritirato)
- James William Gleeson † (1º maggio 1971 succeduto - 19 giugno 1985 dimesso)
- Leonard Anthony Faulkner † (19 giugno 1985 succeduto - 3 dicembre 2001 ritirato)
- Philip Edward Wilson † (3 dicembre 2001 succeduto - 30 luglio 2018 dimesso)[1]
- Patrick Michael O'Regan, dal 19 marzo 2020

## Statistiche
L'arcidiocesi nel 2022 su una popolazione di 1.613.484 persone contava 292.041 battezzati, corrispondenti al 18,1% del totale.
| anno | popolazione | popolazione | popolazione | presbiteri | presbiteri | presbiteri | presbiteri                | diaconi | religiosi | religiosi | parrocchie |
| anno | battezzati  | totale      | %           | numero     | secolari   | regolari   | battezzati per presbitero | diaconi | uomini    | donne     | parrocchie |
| ---- | ----------- | ----------- | ----------- | ---------- | ---------- | ---------- | ------------------------- | ------- | --------- | --------- | ---------- |
| 1950 | 55.000      | 550.000     | 10,0        | 104        | 67         | 37         | 528                       |         | 90        | 579       | 43         |
| 1959 | 120.000     | 750.000     | 16,0        | 172        | 95         | 77         | 697                       |         | 146       | 681       | 65         |
| 1966 | 158.500     | 838.000     | 18,9        | 189        | 93         | 96         | 838                       |         | 180       | 722       | 73         |
| 1970 | 193.137     | 942.288     | 20,5        | 205        | 97         | 108        | 942                       |         | 199       | 678       | 74         |
| 1980 | 219.000     | 1.079.000   | 20,3        | 213        | 103        | 110        | 1.028                     |         | 193       | 595       | 76         |
| 1990 | 248.000     | 1.210.000   | 20,5        | 192        | 100        | 92         | 1.291                     | 1       | 148       | 460       | 77         |
| 1999 | 266.927     | 1.254.751   | 21,3        | 177        | 91         | 86         | 1.508                     | 3       | 147       | 382       | 77         |
| 2000 | 266.927     | 1.254.927   | 21,3        | 174        | 91         | 83         | 1.534                     | 3       | 147       | 382       | 56         |
| 2001 | 266.927     | 1.497.634   | 17,8        | 177        | 92         | 85         | 1.508                     | 3       | 146       | 382       | 76         |
| 2002 | 267.012     | 1.254.437   | 21,3        | 171        | 93         | 78         | 1.561                     | 4       | 121       | 327       | 75         |
| 2003 | 275.174     | 1.290.786   | 21,3        | 181        | 102        | 79         | 1.520                     | 4       | 121       | 335       | 75         |
| 2004 | 275.174     | 1.290.786   | 21,3        | 153        | 93         | 60         | 1.798                     | 5       | 103       | 326       | 67         |
| 2006 | 275.174     | 1.290.786   | 21,3        | 135        | 72         | 63         | 2.038                     | 4       | 123       | 324       | 67         |
| 2012 | 281.700     | 1.414.000   | 19,9        | 139        | 74         | 65         | 2.026                     | 7       | 105       | 272       | 61         |
| 2015 | 299.000     | 1.480.000   | 20,2        | 132        | 73         | 59         | 2.265                     | 12      | 102       | 246       | 58         |
| 2018 | 322.650     | 1.736.000   | 18,6        | 138        | 78         | 60         | 2.338                     |         | 109       | 245       | 57         |
| 2020 | 278.300     | 1.534.120   | 18,1        | 165        | 92         | 73         | 1.686                     | 15      | 123       | 239       | 56         |
| 2022 | 292.041     | 1.613.484   | 18,1        | 135        | 74         | 61         | 2.163                     | 14      | 95        | 213       | 57         |